# Parkdale (Missouri)
Parkdale è un villaggio degli Stati Uniti d'America, situato nello Stato del Missouri, nella contea di Jefferson.